# (1014) Semphyra
(1014) Semphyra és un asteroide que forma part del cinturó d'asteroides i va ser descobert per Karl Wilhelm Reinmuth el 29 de gener de 1924 des de l'observatori de Heidelberg-Königstuhl, Alemanya.
Al principi es va designar com 1924 PW. Més tard va ser nomenat per Semphyra, un personatge de les obres de l'escriptor rus Aleksandr Puixkin (1799-1937).
Semphyra orbita a una distància mitjana del Sol de 2,803 ua, podent acostar-se fins a 2,243 ua i allunyar-se fins a 3,364 ua. Té una inclinació orbital de 2,268° i una excentricitat de 0,1999. Empra a completar una òrbita al voltant del Sol 1714 dies.